# Ebberöds bank
Ebberöds bank (danska: Ebberød Bank) är titeln på ett danskt folklustspel som uruppfördes på Nørrebro Teater i Köpenhamn 19 januari 1923. Pjäsen är skriven av Axel Frische och Axel Breidahl. I lustspelets bank betalar man hela 8 procent i inlåningsränta men tar bara 4 procent vid utlåning.
Ebberöds bank har blivit ett begrepp för en verksamhet som visserligen är välmenande men samtidigt svårt vanskött. Då kostnaderna för inlåning aldrig går att täcka med inkomster från utlåning av samma kapital uppstår ett underskott som till slut måste betalas med insatta medel. Det vill säga i grunden samma upplägg som ett klassiskt ponzibedrägeri.
Folklustspelet fick sitt första svenska teateruppförande på Södra Teatern i Stockholm 1 september 1923. Sigurd Wallén stod för regin och spelade huvudrollen som skräddare Vipperup.

## Framföranden av pjäsen
- 1923 - Ebberød Bank (pjäs, Nørrebro Teater, Köpenhamn)
- 1923 - Ebberöds bank (pjäs, Södra Teatern, Stockholm)
- 1926 – Ebberöds bank (film, Sverige)
- 1935 – Ebberöds bank (film, Sverige)
- 1943 – Ebberöds bank (film, Danmark)
- 1946 – Ebberöds bank (film, Sverige)